# Liste d'abbayes norbertines
Cet article liste les abbayes, prieurés, et monastères de chanoines réguliers et de chanoinesses de l'ordre de Prémontré - dits aussi prémontrés - actives ou ayant existé. Les pays cités sont considérés dans leurs limites actuelles. La dénomination d'abbayes norbertines rappelle le fondateur de l'ordre, Norbert de Xanten.
Les abbayes norbertines en activité sont signalées en caractères gras.

## Allemagne
- Abbaye d'Adelberg (de)
- Abbaye d'Aland (de)
- Abbaye d'Allerheiligen dans le Land du Bade-Wurtemberg. Construite seconde moitié du XIIIe siècle. Détruite par la foudre et un incendie en 1804. En cours de restauration.
- Abbaye d'Oelinghausen à Arnsberg
- Abbaye d'Arnstein
- Abbaye de Bedburg (de)
- Chapitre cathédral de Brandebourg (de)
- Abbaye de Brode
- Abbaye de Clarholz (de)
- Abbaye Saints-Pierre-et-Paul de Freising, fondée au XIIe siècle et reconstruite au XVIIIe siècle. Siège aujourd'hui du Conseil d'arrondissement de Freising.
- Abbaye de Cappenberg
- Collège de Cologne (de)
- Abbaye de Gottesgnaden (de)
- Abbaye de Gottesstadt (de)
- Abbaye de Gramzow
- Abbaye de Hachborn (de)
- Abbaye de Hagen
- Abbaye de Hamborn (de) (1994-) [1].
- Chapitre cathédral de Havelberg
- Abbaye de Heiligenberg (de)
- Abbaye de Heiligental
- Abbaye de Heinsberg
- Prieuré de Himmelspforte (de), depuis 1406 dépendance de Bellelay, à Grenzach-Wyhlen près de Bâle, sécularisé en 1806. Aujourd'hui home médicalisé, propriété de l'église catholique.
- Abbaye d'Ilbenstadt (de)
- Abbaye d'Ilfeld
- Abbaye de Jakobsberg
- Abbaye de Jerichow (de)
- Abbaye de Kaiserslautern (de)
- Klosterrode (de)
- Abbaye de Knechtsteden
- Abbaye de Kölbigk
- Monastère de Konradsdorf (de) (féminin)
- Abbaye de Leitzkau
- Abbaye de Lorsch
- Abbaye Notre-Dame de Magdebourg
- Abbaye de Marchtal
- Abbaye de Marne
- Abbaye de Mildenfurth (de),Abbaye de Mildenfurth (Thuringe), fondée en 1193 par les baillis de Weida, demeure privée de nos jours.
- Abbaye de Münsterdreisen (de)
- Abbaye de Neustift
- Abbaye d'Obermarchtal, ancienne principauté ecclésiastique d'empire
- Monastère d'Oberzell des Prémontrés à Zell am Main et couvent voisin d’Unterzell (aujourd'hui disparu).
- Abbaye d'Osterhofen (de)
- Abbaye de Palmar (de)
- Abbaye de Pöhlde
- Abbaye de Quedlinburg
- Abbaye de Ratzebourg
- Monastère de Retters (de) (chanoinesses)
- Abbaye de Roggenburg
- Abbaye de Rommersdorf (de)
- Abbaye de Rothenkirchen (de)
- Abbaye de Roth
- Abbaye de Saint-Arnould
- Abbaye de Saint Sauveur (de) à Griesbach
- Abbaye de Sayn (de)
- Abbaye de Schäftlarn
- Abbaye de Scheda (de)
- Abbaye de Schussenried dans le Land de Bade-Wurtemberg, fondé en 1183.
- Abbaye de SconamoraAbbaye de Sconamora (de)
- Abbaye de Selbold (de)
- Abbaye de Speinshart (de)
- Abbaye de Spieskappel
- Abbaye de Stade
- Abbaye de Steinfeld
- Abbaye de Steingaden
- Abbaye de Themenitz
- Abbaye de Tiefenthal
- Abbaye d'Ursberg
- Abbaye de Varlar (de)
- Abbaye de Vessra
- Abbaye de Wadgassen (de)
- Abbaye de Weissenau, fondée au XIIe siècle et reconstruite au XVIIIe siècle. Aujourd'hui Hôpital psychiatrique régional de Bade-Wurtemberg.
- Abbaye de Windberg
- Abbaye de Wirberg (de)

## Autriche
- Abbaye de Geras
- Abbaye de Griffen
- Abbaye de Pernegg, chanoinesses (?-1584), puis chanoines (1584-?).
- Abbaye de Schlägl
- Abbaye de Wilten

## Chypre
- Abbaye de la Belle Paix

## Canada (Québec)
- Prieuré de Saint Constant

## Danemark
- Abbaye de Bækkeskov
- Abbaye de Børglum (Hjørring, Jutland)
- Abbaye d'Øved
- Abbaye de Tommerup
- Abbaye de Vrejlev

## Espagne
- Aguilar de Campoo (XIIe s.)
- Alba de Tormes (XIIe s.)
- Arenillas de San Pelayo (XIIe s.)
- Avila (XIIe s.)
- Bujedo de Candepajares (XIIe s.)
- Ciudad Rodrigo (XIIe s.)
- Ermida do Paiva (XIVe s.)
- Ibeas de Juarros (XIIe s.)
- Saint Joachim de Madrid (XVIIe s.)
- Saint Norbert de Madrid (XVIIe s.)
- Medina del Campo (XIIe s.)
- Retuerta (XIIe s.)
- Salamanque (XVIe s.)
- San Juan de la Pena (XIIe s.)
- San Miguel de Groz (XIIe
- San Pelayo de Cerrato (XIIe s.)
- Ségovie (XIIe s.)
- Tejo (XIIe s.)
- Monastère de Toro
- Urdax (XIIIe s.)
- Valladolid (XIIe s.)
- La Vid (XIIe s.)
- Villamayor de Trevina (XIIe s.)
- Villamediana (XIIe s.)
- Monastère de Villoria (XIIIe s.)

## États-Unis
- Abbaye Saint-Norbert de De Pere[2]
- Abbaye Notre-Dame-de-l'Assomption de Daylesford (en)[3]
- Prieuré de Bayview à Middletown[4]
- Abbaye Santa María de la Vid d'Albuquerque[5]
- Abbaye Saint-Michel d'Orange (en)[6]

## Grèce
- Abbaye de Kalavryta

## Hongrie
- Adony (XIIIe s.)

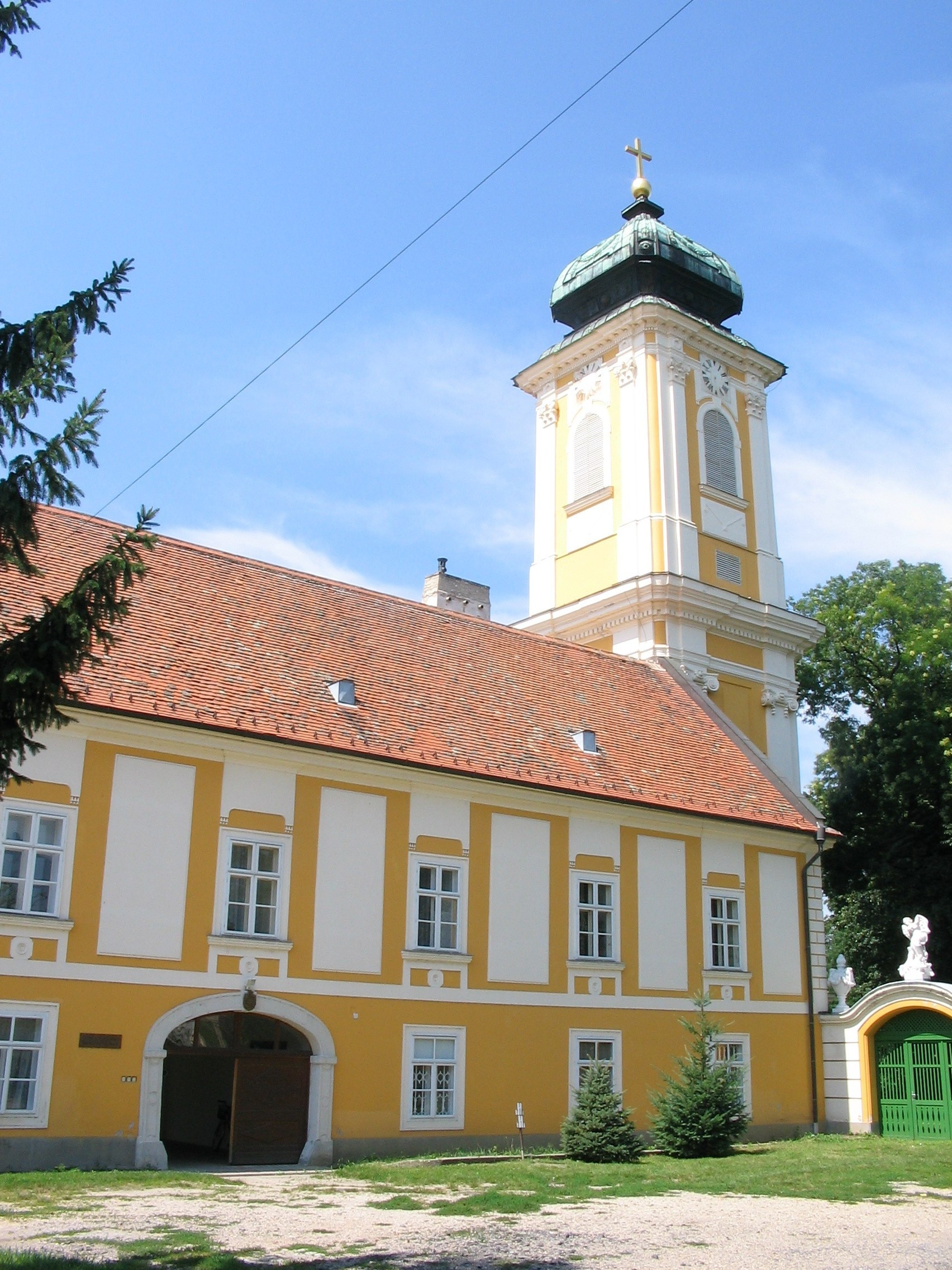
Clocher de l'abbaye de Csorna.

- Abbaye de Csorna, 1180, fermée par le régime communiste. Les Prémontrés ont eu le droit d'y retourner depuis 1990.

- Csut (XIIIe s.)
- Garáb (XIIe s.)
- Gedir (XIIIe s.)
- Hatvan (XIIIe s.)
- Jánoshida (XIIe s.)
- Kaposfő (XIIIe s.)
- Kökényes (XIIe s.)
- Majk (XIIIe s.)
- Mórichida (XIIIe s.)
- Nyulakszigete (XIIIe s.)
- Ócsa (XIIIe s.)
- Pályi (XIIIe s.)
- Pók (XIIIe s.)
- Rajk (XIIIe s.)
- Rátót (XIIIe s.)
- Türje (XIIIe s.)
- Zsámbék (XIIIe s.)
- Zsidó (XIIIe s.)

## Inde
- Abbaye de Jamtara (Jabalpur) [7].
- Prieuré de Mananthavady

## Irlande
- Abbaye de Baile Mor (XIIIe s.)
- Abbaye de Dieulacresse (XIIIe s.)
- Abbaye d'Enach Duin (XIIIe s.)
- Abbaye de la Sainte-Trinité de Kilnacrott (Ballyjamesduff, comté de Cavan) (XIX-XXe s.)
- Abbaye de Loch Ce (XIIIe s.)
- Abbaye de Tuam (XIIe s.)
- Abbaye de Woodburn (XIIe s.)

## Israël-Palestine
- Abbaye Saint-Samuel à Nebi Samwil
- Abbaye de Saint-Jean d'Acre
- Abbaye Saint Habacuc

## Italie
- Abbaye d'Antrodocco
- Abbaye de Barletta (XIIe s.)
- Abbaye de Brindisi (XIIe s.)
- Abbaye de Camerota (XIIIe s.)
- Abbaye de Gratteri (XIIIe s.)
- Abbaye d'Orvieto (XIIIe s.)
- Abbaye Saint Alexis de Rome (XIIIe s.)
- Collège Saint Norbert de Rome (XVIIe s.)
- Abbaye de Todi (XIIe s.)

## Lettonie
- Abbaye de Riga (XIIIe s.)

## Norvège
- Abbaye Saint-Olav de Tønsberg (Tønsberg)

## Pays-Bas
- Abbaye d'Aduard (nl)
- Abbaye de Berne (Bernheze, Brabant-Septentrional)
- Monastère de Bethléem (Bartlehiem), près d'Aldtsjerk (Oudkerk en néerlandais)
- Monastère de Bloemhof (nl) à Wittewierum
- Oldeklooster (nl) de De Marne
- Abbaye de Delft
- Abbaye de Haarlem
- Abbaye de Langen
- Abbaye de Lidium
- Abbaye de Mariëngaarde à Hallum
- Abbaye de Marienweerd (nl) à Beesd
- Abbaye de Middelbourg

## Pologne
- Belbuck (XIIe s.)
- Breslau (XIIe s.)
- Monastère Saint-Augustin-et-Saint-Jean-Baptiste de Cracovie
- Grosse-Marienberg-Pudagla (XIIe s.)
- Hebdow (XIIe s.)
- Monastère d'Imbramowice
- Krzyzanowice (XIIe s.)
- Nowy Sacz (XVe s.)
- Plock (XIIe s.)
- Stolp (XIIIe s.)
- Witow (XIIe s.)

## Roumanie

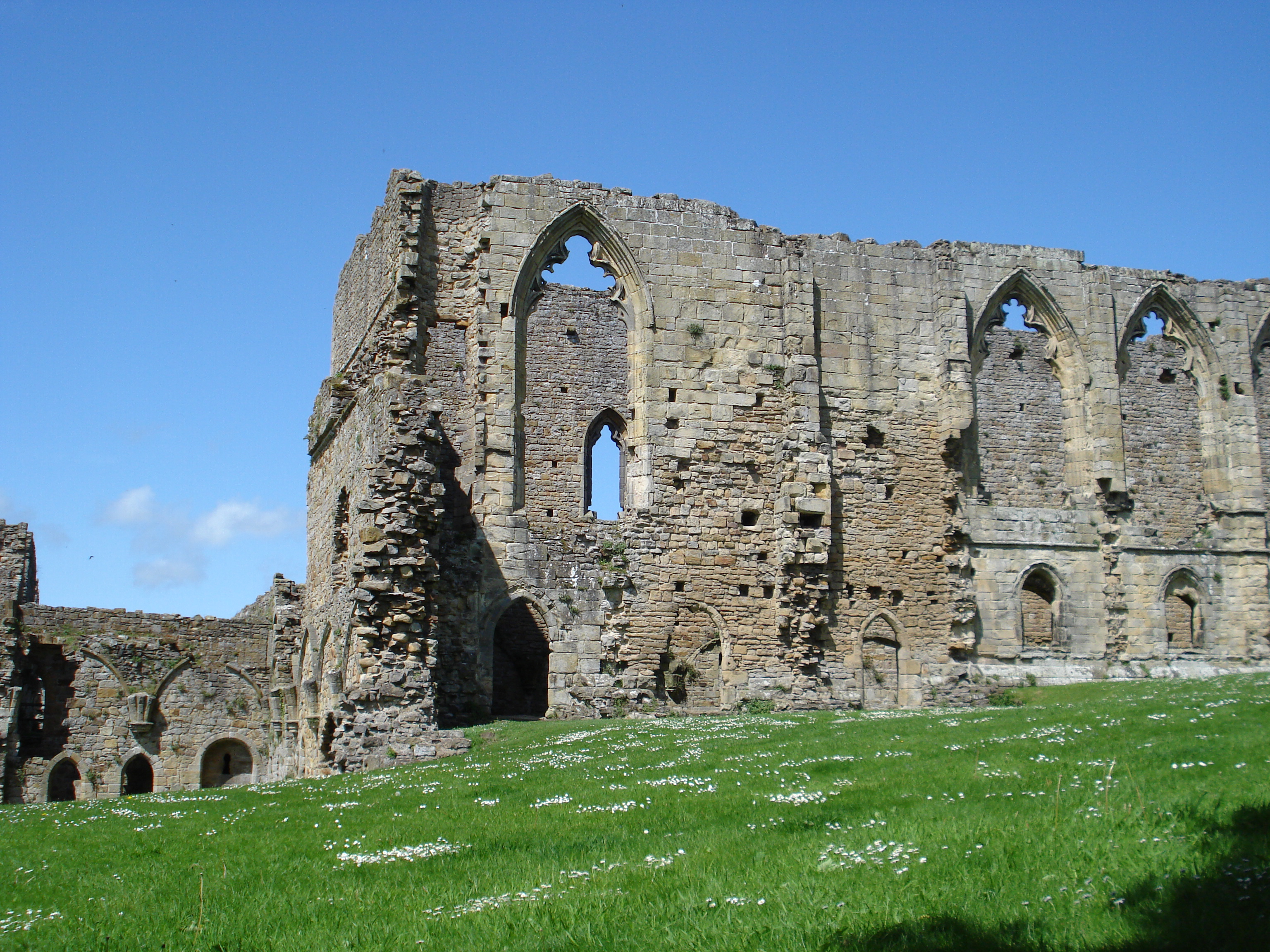
Ruines de l'abbaye d'Easby.

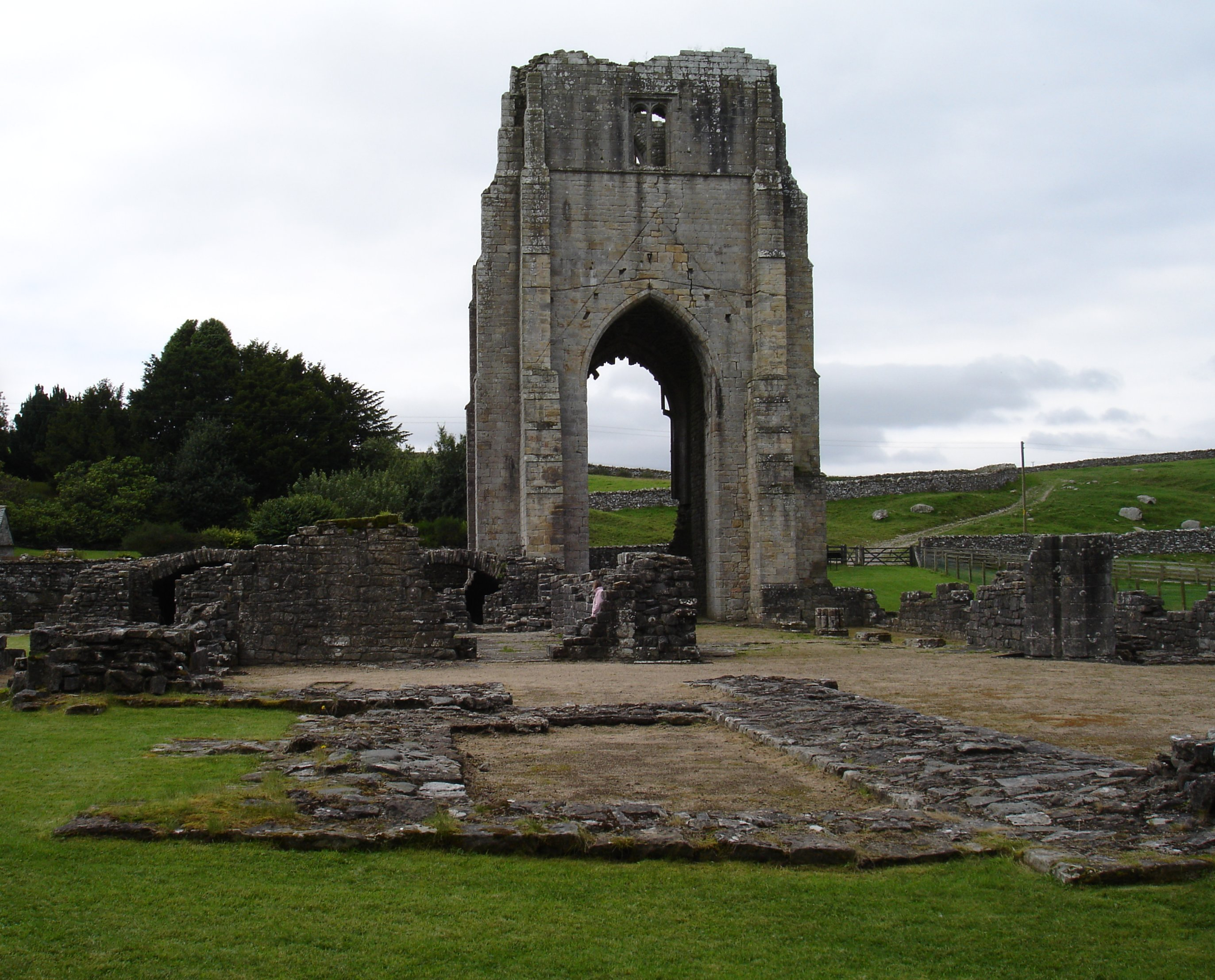
Ruines de l'abbaye de Shap.

- Ábrany (XIIIe s.)
- Almas (XIIIe s.)
- Abbaye de Magnovarad à Oradea
- Meszes (XIIIe s.)
- Vàradhegyfok (XIIe s.)
- Zich (XIIIe s.)

## Royaume-Uni

### Angleterre
- Abbaye d'Alnwick (1147-1535 et 1536-1539) (Northumberland)
- Abbaye de Barlings (1154-?) (Lincolnshire)
- Abbaye de Bayham (Kent)
- Abbaye de Beauchief
- Abbaye de Beeleigh
- Abbaye de Blanchland
- Abbaye de Cockersand (1192-1539) (Lancashire)
- Abbaye de Coverham
- Abbaye de Croxton (?-1538) (Leicestershire)
- Abbaye de Dale (Dale Abbey)
- Abbaye de Durford
- Abbaye d'Easby (1151-?) (Yorkshire)
- Abbaye d'Egglestone (?-1540) (Durham)
- Abbaye de Halesowen (West Midlands)
- Abbaye de Langley
- Abbaye de Lavendon
- Abbaye de Newbo
- Abbaye de Newhouse
- Abbaye de Saint Radegund à Bradsole
- Abbaye de Shap (?-1540) (Shap, Cumbria)
- Abbaye de Sulby
- Abbaye de Tichfield
- Abbaye de Torre (1196-1539) (Devon)
- Abbaye de Tupholme
- Abbaye de Welbeck (1140-?) (Nottinghamshire)
- Abbaye de Wendling
- Abbaye de West Dereham
- Abbaye de West Langdon (vers 1192-1535) (Kent)

### Écosse

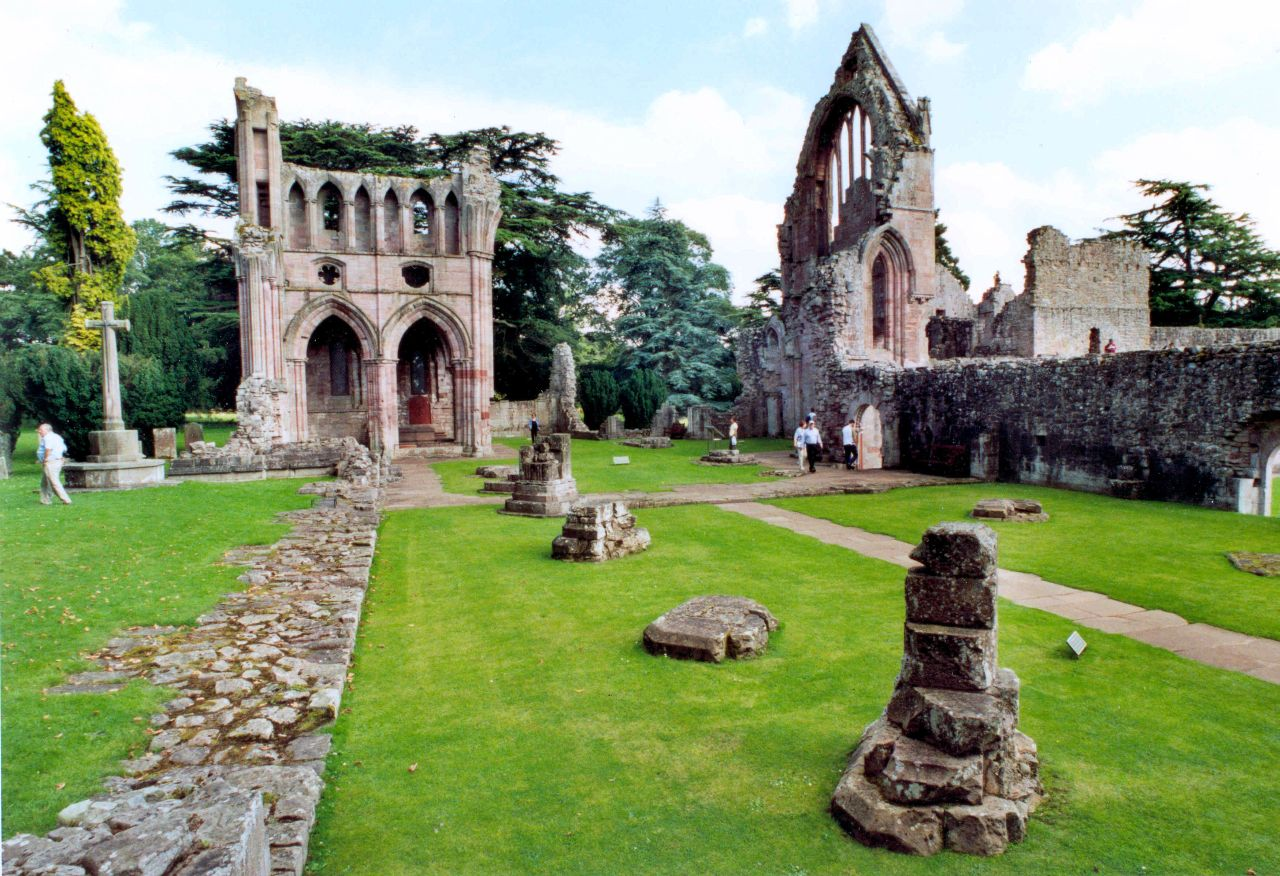
Ruines de l'abbaye de Dryburgh

- Abbaye de Dryburgh
- Abbaye Saint-Ninian de Fearn
- Abbaye d'Holywood
- Abbaye de Soulseat
- Abbaye de Tongland
- Abbaye de Whithorn

### Pays de Galles
- Abbaye de Talley (?-1536) (Carmarthen)

## Serbie
- Abbaye de la Sainte-Croix de Nagyolazs (aujourd'hui Manđelos), répertoriée comme fondation de Riéval en 1179 et 1181. Dernière mention connue en 1310[8].

## Slovaquie
- Abbaye Notre-Dame de Bíňa (hongrois Bény), fondée en 1217, disparue en 1532.
- Abbaye Saint Étienne de Bzovík (hongrois Bozók), fondée vers 1124-1131 pour bénédictin, après 1181 abbaye prémonstrés, disparue en 1530.
- Abbaye Saint Jean Baptiste de Jasov (hongrois Jaszó), fondée en 1255, aujourd'hui la seule abbaye en Slovaquie.
- Abbaye Sainte Croix de Leles (hongrois Lelesz), fondée vers 1188-1196, disparue en 1950.
- Abbaye Notre-Dame de Šahy (alld. Saag, hongrois Ipolyság), fondée vers 1236-1238, disparue en 1552.
- Abbaye Notre-Dame de Turiec (hongrois Turóc), fondée en 1251, disparue en 1545.

## Suède
- Abbaye de Bakaskog
- Abbaye de Dragsmark (Bohuslän - autrefois Båhuslen, Norvège)
- Abbaye de Lund
- Abbaye d'Öved
- Abbaye de Tommarp

## Suisse
- Abbaye de Bellelay, fondée en 1136 par Siginand, prévôt de l'abbaye de Moutier-Grandval. Aujourd'hui clinique psychiatrique.
- Monastère de Berg Sion, chanoinesses
- Abbaye Saint Lucius de Coire
- Abbaye de Churwalden
- Abbaye de Fontaine-André, fondée en 1143 à Neuchâtel par Richard, abbé du lac de Joux. Désaffectée à la Réforme (1539). Propriété des Frères des écoles chrétiennes de 1954 à 2012, aujourd'hui demeure privée.
- Monastère de Gottstatt, fondé en 1255 à Orpond (Berne). Aujourd'hui temple protestant.
- Prieuré de Grandgourt
- Abbaye d'Humilimont, fondée en 1136 à Marsens par les seigneurs éponymes, comtes de Gruyère. Supprimée en 1580 pour favoriser l'installation des jésuites à Fribourg. Disparue.
- Abbaye du lac de Joux, fondée vers 1126-1134 dans le village actuel de L'Abbaye (canton de Vaud). Disparue en 1536.
- Abbaye Saint Jacques de Prättigau
- Abbaye de Rüti (de), fondé en 1206 dans l'oberland zurichois, fermé à la réforme en 1525. Depuis église protestante.

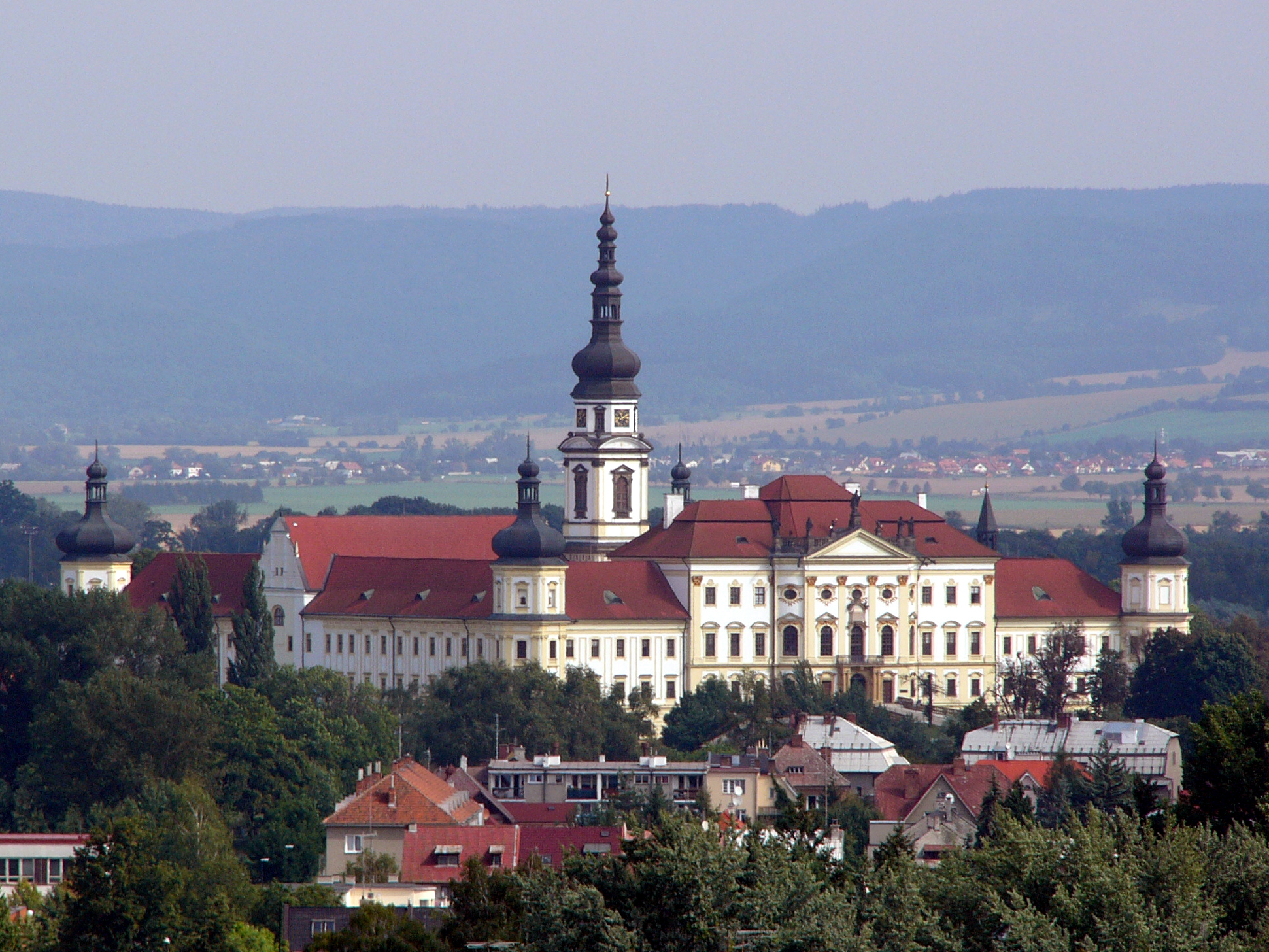
Abbaye de Hradisko à Olomouc.

## Tchéquie
- Abbaye de Chotěšov, chanoinesses
- Monastère de Doksany, chanoinesses
- Abbaye de Hradisko (Olomouc, Moravie)
- Abbaye de Knezice
- Abbaye de Litomysl
- Abbaye de Louka
- Abbaye de Milevsko
- Abbaye de Nová Říše
- Abbaye de Strahov (Prague)
- Monastère de Svaty Kopecek, chanoinesses
- Abbaye de Teplá (Bohême) [9], fondée en 1193, rouverte en 1990
- Abbaye de Zabrdovice
- Abbaye de Želiv

## Source
- Gaussin (Pierre-Roger), Les cohortes du Christ, Ouest-France

- Bernard Ardura, Prémontrés: Histoire et spiritualité, Saint-Etienne, Publications de l'Université de Saint-Etienne, 1995 (ISBN 2-86272-073-9)